# Omar Giacalone
Omar Giacalone (nacido el 11 de enero de 1992) es un tenista profesional de Italia, nacido en la ciudad de Mazara del Vallo.

## Carrera
Su mejor ranking individual es el N.º 327 alcanzado el 14 de septiembre de 2015, mientras que en dobles logró la posición 336 el 26 de mayo de 2014.
No ha logrado hasta el momento títulos de la categoría ATP ni de la ATP Challenger Tour.